# Christoph Pramhofer

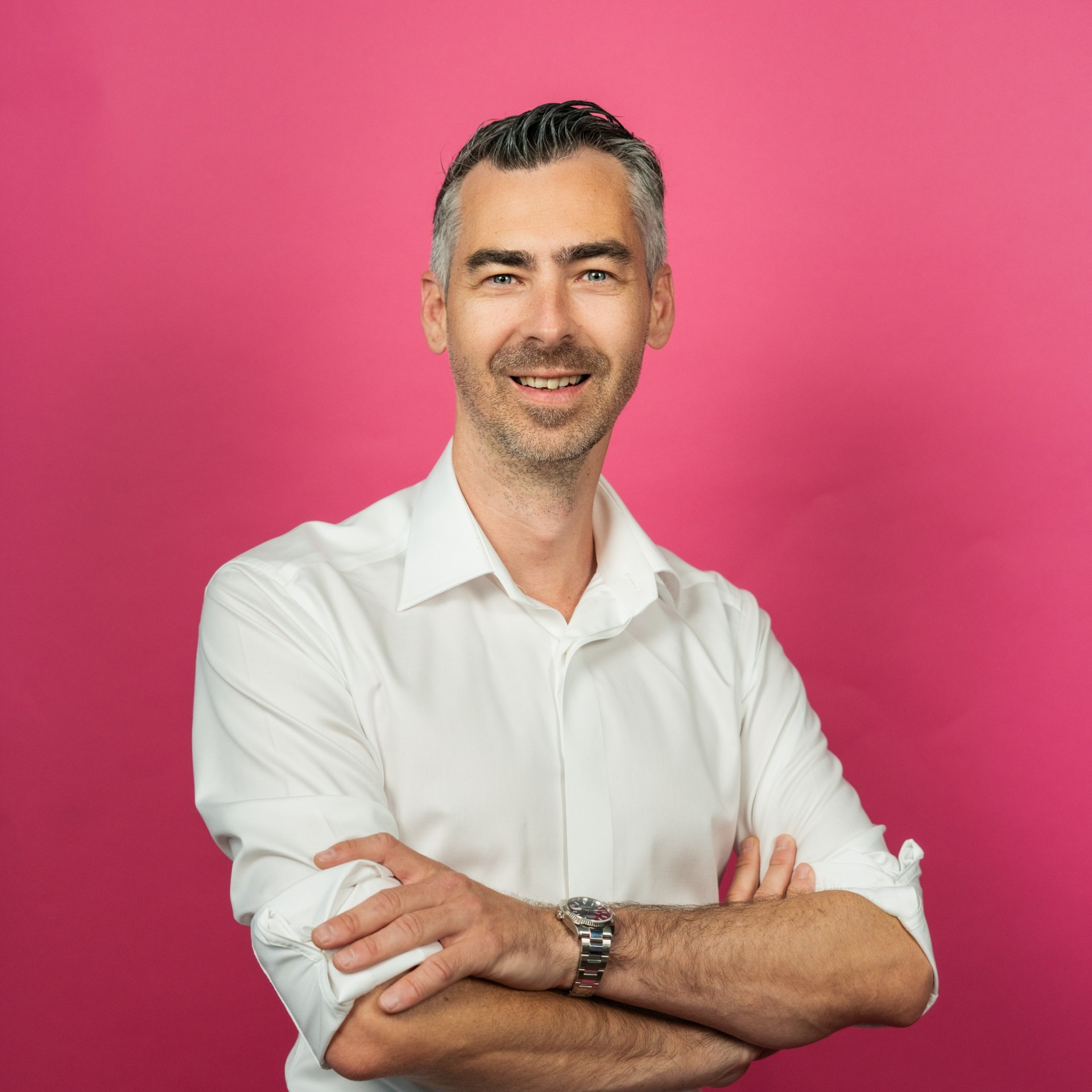
Christoph Pramhofer, NEOS

Christoph Pramhofer (* 1. Juni 1983 in Freistadt) ist ein österreichischer Politiker (NEOS). Seit dem 24. Oktober 2024 ist er Abgeordneter zum Nationalrat. Er ist verheiratet und wohnt in Wien.

## Leben

### Ausbildung
Pramhofer wuchs in Freistadt auf und besuchte die HTL Steyr mit dem Schwerpunkt Elektronik und technische Informatik. Seinen Wehrdienst leistete er als Panzergrenadier in der Garnison Weitra (NÖ). Von 2004 bis 2008 studierte er Wirtschaftsinformatik an der Johannes Kepler Universität (JKU) Linz, was er mit dem akademischen Grad Magister (Master) abschloss. Seine Diplomarbeit bei Professor Teodoro Cocca am Institut für Betriebliche Finanzwirtschaft wurde im Grin Verlag publizier. Entsprechende Fortbildungen erfolgten 2010 zum Thema Zinsderivative an der Goldman Sachs University London und im Bereich Bilanzstrukturmanagement und Aktienoptionen bei JP Morgans London, außerdem schloss er mehrere Führungsseminare ab.

### Beruflicher Werdegang
Pramhofer begann seine Karriere im Bereich Financial Engineering/Trading Fixed Income and Derivatives bei der Oberbank AG in Linz, wo er 2008 und 2009 arbeitete. Danach wechselte er zur Raiffeisen Landesbank Niederösterreich/Wien AG, wo er sich bis 2011 im Bereich Treasury mit Emissionen und Liquiditätssteuerung befasste. 2012 wurde er stellvertretender Ableitungsleiter. 2016 wechselte er zur Volksbank Wien AG, wo er bis 2020 als Head of Collateral Management arbeitete. Seit 2020 ist er Head of Capital Markets bei der Volksbank Wien AG und ist dort unter anderem verantwortlich für die Emission von Benchmark Anleihen zur Refinanzierung der Bankengruppe. Seit 2023 ist Pramhofer außerdem Mitglied des Aufsichtsrats von Haidlmaier Holding GmbH, ein oberösterreichisches Industrieunternehmen im Bereich Werkzeugbau für die Kunststoffindustrie.

### Politische Tätigkeit
Pramhofer engagiert sich seit 2013 für die NEOS - Das Neue Österreich und Liberales Forum. Von 2015 bis 2021 war er Bezirkskoordinator in Wien Liesing, 2015 zog er als Bezirksrat und Klubobmann in die Bezirksvertretung Liesing ein. 2021 bis 2024 war er Mitglied des Erweiterten Vorstands von NEOS, im Oktober 2024 zog er mit 1.460 Vorzugsstimmen in den Österreichischen Nationalrat ein. In seiner Funktion als Nationalratsabgeordneter ist Pramhofer bei den NEOS der Sprecher für Kapitalmarkt, Tierschutz und Konsumentenschutz. Er ist Mitglied des Finanzausschusses, Ausschusses für Land- und Forstwirtschaft und Ausschusses für Konsumentenschutz. Weiters ist er Ersatzmitglied des Ausschusses für Landesverteidigung, Sportausschusses, Budgetausschuss, Ausschusses für Bauten und Wohnen, Gesundheitsausschuss, Rechnungshofausschusses, Gleichbehandlungsausschusses und Ständiger Unterausschusses des Budgetausschusses.

### Themen und politische Positionen
Pramhofer stellt sich als Vertreter eines ganzheitlichen Liberalismus dar. Er ist ein Anhänger der österreichischen Schule der Nationalökonomie. Vor allem setzt er sich für die Standortsicherung Österreichs, für niedrigere Steuern auf das Erwerbseinkommen und eine Aktienpension ein. Damit sollen Fachkräfte angezogen und die Abwanderung österreichischer Unternehmen verhindert werden. 